# Bugalhos
Bugalhos is een plaats (freguesia) in de Portugese gemeente Alcanena en telt 1 172 inwoners (2001).